# 四·二〇袭警爆炸案
四·二〇袭警爆炸案，是指发生于1999年4月20日，宁夏回族自治区首府银川市一件袭警爆炸案。造成4名中华人民共和国人民警察死亡。一个多月后，涉案人员被抓获，其中4人于1999年7月20日被枪决。    

## 事件过程
1999年3月，谢建文、杨杰等人多次密谋抢劫炸药，企图爆炸银行运钞车，并于3月31日凌晨到宁夏灵武矿务局灵新煤矿， 蒙面持刀抢劫炸药120公斤、毫秒电雷管940枚。谢建文等人因运钞车行驶路线难以埋设炸药，又预谋爆炸“110”警车抢劫枪支作案。
4月20日凌晨2时许，谢建文、杨杰在银川市新市区一段偏僻的土路上埋设爆炸物后，由陆文林拨打“110”报警电话，谎称这一路段有出租车司机被捅伤。银川“110”立即派一辆警车（车号：宁A·警0154）驶往该地点。正当4位民警苦苦寻找事发现场时，谢等引爆炸药炸毁警车，三名巡警李福林、李海滨和张建军当场死亡，谢建文、杨杰进入现场未寻到枪支，发现还有一名受伤巡警孙虎活着，谢建文用匕首对孙虎连捅22刀，将该巡警杀死。

## 事后
“4·20”案发一个多月后，犯罪嫌疑人除两人已死亡外，全部被捕。6月28日至29日，银川市中级人民法院开庭审理此案，一审认定谢建文等上述犯罪事实，当庭判处谢建文、杨杰死刑，剥夺政治权利终身，并处罚金1万元；判处杨军死刑、剥夺政治权利终身，并处罚金8000元；判处张艳彬死刑、剥夺政治权利终身，并处罚金5000元；分别判处杨辉等9人4年至10年有期徒刑。 
一审宣判后，张艳彬等6人及一名法定监护人不服判决，提出上诉。经宁夏回族自治区高级人民法院终审裁定，驳回上诉，维持原判。1999年7月20日宣判大会后，谢建文等四人在银川被执行死刑。

## 影响
四二零案是宁夏回族自治区自中华人民共和国成立以来影响最大，后果最为严重的一起刑事案件。此案是公安部当年督办的特大案件。
事后《宁夏日报》等报刊进行了大篇幅报道。